# Avenida Luís Dumont Vilares
A Avenida Luís Dumont Vilares é um logradouro do município de São Paulo, Brasil. É também conhecida como "Avenida Nova".

## Características
Localiza-se na zona norte da cidade de São Paulo. Começa na Praça Orlando Silva, na região do Vila Guilherme e termina na Avenida Tucuruvi.
Foi construído na década de 1980, onde, antes, havia um matagal, aterrando o Córrego Carandiru.
Tem pouco mais de 2 quilômetros de comprimento e possui canteiro central.
A avenida é conhecida na zona norte por ter uma grande concentração de bares e restaurantes. Encontram-se também na avenida a estação Parada Inglesa, da Linha 1-Azul do Metrô, o hotel Mercure, a sede da Salton (vinhos) e o Sesc Santana. Atualmente, possui uma ciclofaixa de lazer, implantada em 2012 e que funciona aos domingos e feriados sobre a faixa esquerda da avenida.
Nas proximidades da avenida está localizada também a quadra do G.R.C.E.S. X-9 Paulistana, tradicional escola de samba da região.